# Plecotus wardi
Plecotus wardi is een vleermuis uit het geslacht grootoorvleermuizen (Plecotus).

## Kenmerken
P. wardi is een middelgrote tot grote grootoorvleermuis met een zeer dichte vacht. De bovenkant is bruin, de onderkant wit. Het gezicht en de keel zijn spaarzaam bedekt met korte haren. Het uropatagium (het membraan tussen de achterpoten) is ofwel naakt, ofwel deels bedekt met dunne haren. Er is wat variatie in de kleur van de rugvacht: dieren uit de Karakoram hebben een donkerbruine rug, de populatie in Uttarakhand in de Himalaya heeft een rugvacht die bestaat uit wat lichter bruine haren met goudkleurige punten, en vleermuizen uit Hazara in de Hindoekoesj hebben een bruingrijze vacht.

## Verspreiding
Deze soort komt voor in de bergketens Hindoekoesj, Karakoram en Himalaya van Pakistan, Noordwest-India en Nepal. P. wardi is gevonden op 1700 tot 3600 m hoogte, maar het is niet volledig zeker of al deze gegevens kloppen.

## Soortenbeschrijving
Deze soort werd oorspronkelijk beschreven als een aparte soort, later beschouwd als een ondersoort van de grijze (P. austriacus) of bruine grootoorvleermuis (P. auritus), maar recent weer als aparte soort erkend. Hoewel P. mordax Thomas, 1926 vaak als een synoniem van "P. austriacus wardi" wordt beschouwd, is het in feite een synoniem van P. kozlovi. Hoewel er verschillen bestaan in vachtkleur en DNA tussen populaties van P. wardi uit de Karakoram (waaronder het holotype) en de Himalaya, verschillen deze populaties morfometrisch niet, zodat ze als één soort worden beschouwd.